# Världsmästerskapet i schack 1990
Världsmästerskapet i schack 1990 var en titelmatch mellan den regerande världsmästaren Garri Kasparov och utmanaren Anatolij Karpov. Den spelades i New York mellan 8 oktober och 7 november och i Lyon mellan 26 november och 30 december 1990. Matchen spelades över 24 partier och slutade med att Kasparov behöll världsmästartiteln.
Det var första gången sedan 1907 som en VM-match spelades i USA.
Det var också den femte och sista matchen mellan Kasparov och Karpov. De hade tidigare mötts i titelmatcherna 1984, 1985, 1986 och 1987.

## Kvalificering till titelmatchen
Kvalificeringen till titelmatchen skedde i flera steg, från zonturneringar till tre interzonturneringar till kandidatmatcher.

### Interzonturneringarna
Det spelades tre interzonturneringar under juni till augusti 1987. I varje turnering deltog 16 till 18 spelare och de tre främsta från varje turnering kvalificerade sig för kandidatmatcherna.
Från den första turneringen, som spelades i Subotica, kvalificerade sig Gyula Sax, Nigel Short och Jon Speelman. Thomas Ernst slutade på tolfte plats.
Från den andra turneringen, som spelades i Szirák, kvalificerade sig Valerij Salov, Jóhann Hjartarson och Lajos Portisch (Portisch efter särspel mot John Nunn). Här kom Ulf Andersson på sjätte plats.
Från den tredje turneringen, som spelades i Zagreb, kvalificerade sig Viktor Kortjnoj, Jaan Ehlvest och Yasser Seirawan.
Utöver dessa nio så var fem spelare direktkvalificerade till kandidatmatcherna; förloraren i titelmatchen 1987 (Anatolij Karpov) och de fyra främsta i kandidatturneringen i VM-cykeln 1987 (Artur Jusupov, Rafael Vaganjan, Andrej Sokolov och Jan Timman). Arrangörerna av åttondelsfinalerna hade också rätt att utse en deltagare (wild card) och de valde kanadensaren Kevin Spraggett.

### Kandidatmatcherna
Kandidatmatcherna spelades från 1988 till 1990. De två första omgångarna avgjordes i bäst av 6 partier, semifinalen i bäst av 8 och finalen i bäst av 12. Snabbschackspartier spelades som tie-break när matcherna slutade oavgjort.
Åttondelsfinalerna spelades i Saint John i Kanada under januari–februari 1988, kvartsfinalerna under augusti 1988 till februari 1989, semifinalerna i London i oktober 1989 och finalen i Kuala Lumpur i mars 1990.
Karpov besegrade Timman i kandidatfinalen och kvalificerade sig för titelmatchen mot Kasparov.
|  | Åttondelsfinaler  | Åttondelsfinaler |       |                   | Kvartsfinaler | Kvartsfinaler |  |               | Semifinaler | Semifinaler |  |            | Final | Final |  |  |  |  |
|  |                   |                  |       |                   |               |               |  |               |             |             |  |            |       |       |  |  |  |  |
|  | Lajos Portisch    | 3½               |       |                   |               |               |  |               |             |             |  |            |       |       |  |  |  |  |
|  | Rafael Vaganjan   | 2½               |       |                   |               |               |  |               |             |             |  |            |       |       |  |  |  |  |
|  | Rafael Vaganjan   | 2½               |       | Lajos Portisch    | 2½            |               |  |               |             |             |  |            |       |       |  |  |  |  |
|  |                   |                  |       | Lajos Portisch    | 2½            |               |  |               |             |             |  |            |       |       |  |  |  |  |
|  |                   | Jan Timman       | 3½    |                   |               |               |  |               |             |             |  |            |       |       |  |  |  |  |
|  | Valerij Salov     | Jan Timman       | 3½    | 2½                |               |               |  |               |             |             |  |            |       |       |  |  |  |  |
|  | Valerij Salov     |                  |       | 2½                |               |               |  |               |             |             |  |            |       |       |  |  |  |  |
|  | Jan Timman        | 3½               |       |                   |               |               |  |               |             |             |  |            |       |       |  |  |  |  |
|  | Jan Timman        | 3½               |       |                   |               |               |  | Jan Timman    | 4½          |             |  |            |       |       |  |  |  |  |
|  |                   |                  |       |                   |               |               |  | Jan Timman    | 4½          |             |  |            |       |       |  |  |  |  |
|  |                   | Jon Speelman     | 3½    |                   |               |               |  |               |             |             |  |            |       |       |  |  |  |  |
|  | Jon Speelman      | Jon Speelman     | 3½    | 4                 |               |               |  |               |             |             |  |            |       |       |  |  |  |  |
|  | Jon Speelman      |                  |       | 4                 |               |               |  |               |             |             |  |            |       |       |  |  |  |  |
|  | Yasser Seirawan   | 1                |       |                   |               |               |  |               |             |             |  |            |       |       |  |  |  |  |
|  | Yasser Seirawan   | 1                |       | Jon Speelman      | 3½            |               |  |               |             |             |  |            |       |       |  |  |  |  |
|  |                   |                  |       | Jon Speelman      | 3½            |               |  |               |             |             |  |            |       |       |  |  |  |  |
|  |                   | Nigel Short      | 1½    |                   |               |               |  |               |             |             |  |            |       |       |  |  |  |  |
|  | Nigel Short       | Nigel Short      | 1½    | 3½                |               |               |  |               |             |             |  |            |       |       |  |  |  |  |
|  | Nigel Short       |                  |       | 3½                |               |               |  |               |             |             |  |            |       |       |  |  |  |  |
|  | Gyula Sax         | 1½               |       |                   |               |               |  |               |             |             |  |            |       |       |  |  |  |  |
|  | Gyula Sax         | 1½               |       |                   |               |               |  |               |             |             |  | Jan Timman | 2½    |       |  |  |  |  |
|  |                   |                  |       |                   |               |               |  |               |             |             |  | Jan Timman | 2½    |       |  |  |  |  |
|  |                   | Anatolij Karpov  | 6½    |                   |               |               |  |               |             |             |  |            |       |       |  |  |  |  |
|  | Artur Jusupov     | Anatolij Karpov  | 6½    | 3½                |               |               |  |               |             |             |  |            |       |       |  |  |  |  |
|  | Artur Jusupov     |                  |       | 3½                |               |               |  |               |             |             |  |            |       |       |  |  |  |  |
|  | Jaan Ehlvest      | 1½               |       |                   |               |               |  |               |             |             |  |            |       |       |  |  |  |  |
|  | Jaan Ehlvest      | 1½               |       | Artur Jusupov     | 3 (2)         |               |  |               |             |             |  |            |       |       |  |  |  |  |
|  |                   |                  |       | Artur Jusupov     | 3 (2)         |               |  |               |             |             |  |            |       |       |  |  |  |  |
|  |                   | Kevin Spraggett  | 3 (1) |                   |               |               |  |               |             |             |  |            |       |       |  |  |  |  |
|  | Kevin Spraggett   | Kevin Spraggett  | 3 (1) | 3 (3½)            |               |               |  |               |             |             |  |            |       |       |  |  |  |  |
|  | Kevin Spraggett   |                  |       | 3 (3½)            |               |               |  |               |             |             |  |            |       |       |  |  |  |  |
|  | Andrej Sokolov    | 3 (2½)           |       |                   |               |               |  |               |             |             |  |            |       |       |  |  |  |  |
|  | Andrej Sokolov    | 3 (2½)           |       |                   |               |               |  | Artur Jusupov | 3½'         |             |  |            |       |       |  |  |  |  |
|  |                   |                  |       |                   |               |               |  | Artur Jusupov | 3½'         |             |  |            |       |       |  |  |  |  |
|  |                   | Anatolij Karpov  | 4½    |                   |               |               |  |               |             |             |  |            |       |       |  |  |  |  |
|  | Jóhann Hjartarson | Anatolij Karpov  | 4½    | 3 (1½)            |               |               |  |               |             |             |  |            |       |       |  |  |  |  |
|  | Jóhann Hjartarson |                  |       | 3 (1½)            |               |               |  |               |             |             |  |            |       |       |  |  |  |  |
|  | Viktor Kortjnoj   | 3 (½)            |       |                   |               |               |  |               |             |             |  |            |       |       |  |  |  |  |
|  | Viktor Kortjnoj   | 3 (½)            |       | Jóhann Hjartarson | 1½            |               |  |               |             |             |  |            |       |       |  |  |  |  |
|  |                   |                  |       | Jóhann Hjartarson | 1½            |               |  |               |             |             |  |            |       |       |  |  |  |  |
|  |                   | Anatolij Karpov  | 3½    |                   |               |               |  |               |             |             |  |            |       |       |  |  |  |  |
|  | –                 | Anatolij Karpov  | 3½    |                   |               |               |  |               |             |             |  |            |       |       |  |  |  |  |
|  |                   |                  |       |                   |               |               |  |               |             |             |  |            |       |       |  |  |  |  |
|  | Anatolij Karpov   |                  |       |                   |               |               |  |               |             |             |  |            |       |       |  |  |  |  |

## Regler
Titelmatchen spelades över 24 partier. Varje spelare hade rätt att skjuta upp tre partier till en senare dag. Om matchen slutade oavgjort (12–12) behöll den regerande världsmästaren titeln. Betänketiden var 40 drag på två och en halv timme, därefter 16 drag per timme.

## Resultat
| Namn            | Rating | Parti | Parti | Parti | Parti | Parti | Parti | Parti | Parti | Parti | Parti | Parti | Parti | Parti | Parti | Parti | Parti | Parti | Parti | Parti | Parti | Parti | Parti | Parti | Parti | Poäng |
| Namn            | Rating | 1     | 2     | 3     | 4     | 5     | 6     | 7     | 8     | 9     | 10    | 11    | 12    | 13    | 14    | 15    | 16    | 17    | 18    | 19    | 20    | 21    | 22    | 23    | 24    | Poäng |
| --------------- | ------ | ----- | ----- | ----- | ----- | ----- | ----- | ----- | ----- | ----- | ----- | ----- | ----- | ----- | ----- | ----- | ----- | ----- | ----- | ----- | ----- | ----- | ----- | ----- | ----- | ----- |
| Garri Kasparov  | 2800   | ½     | 1     | ½     | ½     | ½     | ½     | 0     | ½     | ½     | ½     | ½     | ½     | ½     | ½     | ½     | 1     | 0     | 1     | ½     | 1     | ½     | ½     | 0     | ½     | 12½   |
| Anatolij Karpov | 2730   | ½     | 0     | ½     | ½     | ½     | ½     | 1     | ½     | ½     | ½     | ½     | ½     | ½     | ½     | ½     | 0     | 1     | 0     | ½     | 0     | ½     | ½     | 1     | ½     | 11½   |

## Partier
|   | a | b | c | d | e | f | g | h |   |
| 8 | a8 svart torn · c8 svart löpare · f8 svart löpare · h8 svart kung · a6 svart bonde · d6 svart bonde · h6 svart bonde · d5 svart springare · e5 svart drottning · a4 vit bonde · b4 svart springare · e4 vit springare · h4 vit drottning · g3 vit torn · h3 vit bonde · b2 svart bonde · f2 vit bonde · g2 vit bonde · h2 vit kung · b1 vit löpare · e1 vit torn | a8 svart torn · c8 svart löpare · f8 svart löpare · h8 svart kung · a6 svart bonde · d6 svart bonde · h6 svart bonde · d5 svart springare · e5 svart drottning · a4 vit bonde · b4 svart springare · e4 vit springare · h4 vit drottning · g3 vit torn · h3 vit bonde · b2 svart bonde · f2 vit bonde · g2 vit bonde · h2 vit kung · b1 vit löpare · e1 vit torn | a8 svart torn · c8 svart löpare · f8 svart löpare · h8 svart kung · a6 svart bonde · d6 svart bonde · h6 svart bonde · d5 svart springare · e5 svart drottning · a4 vit bonde · b4 svart springare · e4 vit springare · h4 vit drottning · g3 vit torn · h3 vit bonde · b2 svart bonde · f2 vit bonde · g2 vit bonde · h2 vit kung · b1 vit löpare · e1 vit torn | a8 svart torn · c8 svart löpare · f8 svart löpare · h8 svart kung · a6 svart bonde · d6 svart bonde · h6 svart bonde · d5 svart springare · e5 svart drottning · a4 vit bonde · b4 svart springare · e4 vit springare · h4 vit drottning · g3 vit torn · h3 vit bonde · b2 svart bonde · f2 vit bonde · g2 vit bonde · h2 vit kung · b1 vit löpare · e1 vit torn | a8 svart torn · c8 svart löpare · f8 svart löpare · h8 svart kung · a6 svart bonde · d6 svart bonde · h6 svart bonde · d5 svart springare · e5 svart drottning · a4 vit bonde · b4 svart springare · e4 vit springare · h4 vit drottning · g3 vit torn · h3 vit bonde · b2 svart bonde · f2 vit bonde · g2 vit bonde · h2 vit kung · b1 vit löpare · e1 vit torn | a8 svart torn · c8 svart löpare · f8 svart löpare · h8 svart kung · a6 svart bonde · d6 svart bonde · h6 svart bonde · d5 svart springare · e5 svart drottning · a4 vit bonde · b4 svart springare · e4 vit springare · h4 vit drottning · g3 vit torn · h3 vit bonde · b2 svart bonde · f2 vit bonde · g2 vit bonde · h2 vit kung · b1 vit löpare · e1 vit torn | a8 svart torn · c8 svart löpare · f8 svart löpare · h8 svart kung · a6 svart bonde · d6 svart bonde · h6 svart bonde · d5 svart springare · e5 svart drottning · a4 vit bonde · b4 svart springare · e4 vit springare · h4 vit drottning · g3 vit torn · h3 vit bonde · b2 svart bonde · f2 vit bonde · g2 vit bonde · h2 vit kung · b1 vit löpare · e1 vit torn | a8 svart torn · c8 svart löpare · f8 svart löpare · h8 svart kung · a6 svart bonde · d6 svart bonde · h6 svart bonde · d5 svart springare · e5 svart drottning · a4 vit bonde · b4 svart springare · e4 vit springare · h4 vit drottning · g3 vit torn · h3 vit bonde · b2 svart bonde · f2 vit bonde · g2 vit bonde · h2 vit kung · b1 vit löpare · e1 vit torn | 8 |
| 7 | a8 svart torn · c8 svart löpare · f8 svart löpare · h8 svart kung · a6 svart bonde · d6 svart bonde · h6 svart bonde · d5 svart springare · e5 svart drottning · a4 vit bonde · b4 svart springare · e4 vit springare · h4 vit drottning · g3 vit torn · h3 vit bonde · b2 svart bonde · f2 vit bonde · g2 vit bonde · h2 vit kung · b1 vit löpare · e1 vit torn | a8 svart torn · c8 svart löpare · f8 svart löpare · h8 svart kung · a6 svart bonde · d6 svart bonde · h6 svart bonde · d5 svart springare · e5 svart drottning · a4 vit bonde · b4 svart springare · e4 vit springare · h4 vit drottning · g3 vit torn · h3 vit bonde · b2 svart bonde · f2 vit bonde · g2 vit bonde · h2 vit kung · b1 vit löpare · e1 vit torn | a8 svart torn · c8 svart löpare · f8 svart löpare · h8 svart kung · a6 svart bonde · d6 svart bonde · h6 svart bonde · d5 svart springare · e5 svart drottning · a4 vit bonde · b4 svart springare · e4 vit springare · h4 vit drottning · g3 vit torn · h3 vit bonde · b2 svart bonde · f2 vit bonde · g2 vit bonde · h2 vit kung · b1 vit löpare · e1 vit torn | a8 svart torn · c8 svart löpare · f8 svart löpare · h8 svart kung · a6 svart bonde · d6 svart bonde · h6 svart bonde · d5 svart springare · e5 svart drottning · a4 vit bonde · b4 svart springare · e4 vit springare · h4 vit drottning · g3 vit torn · h3 vit bonde · b2 svart bonde · f2 vit bonde · g2 vit bonde · h2 vit kung · b1 vit löpare · e1 vit torn | a8 svart torn · c8 svart löpare · f8 svart löpare · h8 svart kung · a6 svart bonde · d6 svart bonde · h6 svart bonde · d5 svart springare · e5 svart drottning · a4 vit bonde · b4 svart springare · e4 vit springare · h4 vit drottning · g3 vit torn · h3 vit bonde · b2 svart bonde · f2 vit bonde · g2 vit bonde · h2 vit kung · b1 vit löpare · e1 vit torn | a8 svart torn · c8 svart löpare · f8 svart löpare · h8 svart kung · a6 svart bonde · d6 svart bonde · h6 svart bonde · d5 svart springare · e5 svart drottning · a4 vit bonde · b4 svart springare · e4 vit springare · h4 vit drottning · g3 vit torn · h3 vit bonde · b2 svart bonde · f2 vit bonde · g2 vit bonde · h2 vit kung · b1 vit löpare · e1 vit torn | a8 svart torn · c8 svart löpare · f8 svart löpare · h8 svart kung · a6 svart bonde · d6 svart bonde · h6 svart bonde · d5 svart springare · e5 svart drottning · a4 vit bonde · b4 svart springare · e4 vit springare · h4 vit drottning · g3 vit torn · h3 vit bonde · b2 svart bonde · f2 vit bonde · g2 vit bonde · h2 vit kung · b1 vit löpare · e1 vit torn | a8 svart torn · c8 svart löpare · f8 svart löpare · h8 svart kung · a6 svart bonde · d6 svart bonde · h6 svart bonde · d5 svart springare · e5 svart drottning · a4 vit bonde · b4 svart springare · e4 vit springare · h4 vit drottning · g3 vit torn · h3 vit bonde · b2 svart bonde · f2 vit bonde · g2 vit bonde · h2 vit kung · b1 vit löpare · e1 vit torn | 7 |
| 6 | a8 svart torn · c8 svart löpare · f8 svart löpare · h8 svart kung · a6 svart bonde · d6 svart bonde · h6 svart bonde · d5 svart springare · e5 svart drottning · a4 vit bonde · b4 svart springare · e4 vit springare · h4 vit drottning · g3 vit torn · h3 vit bonde · b2 svart bonde · f2 vit bonde · g2 vit bonde · h2 vit kung · b1 vit löpare · e1 vit torn | a8 svart torn · c8 svart löpare · f8 svart löpare · h8 svart kung · a6 svart bonde · d6 svart bonde · h6 svart bonde · d5 svart springare · e5 svart drottning · a4 vit bonde · b4 svart springare · e4 vit springare · h4 vit drottning · g3 vit torn · h3 vit bonde · b2 svart bonde · f2 vit bonde · g2 vit bonde · h2 vit kung · b1 vit löpare · e1 vit torn | a8 svart torn · c8 svart löpare · f8 svart löpare · h8 svart kung · a6 svart bonde · d6 svart bonde · h6 svart bonde · d5 svart springare · e5 svart drottning · a4 vit bonde · b4 svart springare · e4 vit springare · h4 vit drottning · g3 vit torn · h3 vit bonde · b2 svart bonde · f2 vit bonde · g2 vit bonde · h2 vit kung · b1 vit löpare · e1 vit torn | a8 svart torn · c8 svart löpare · f8 svart löpare · h8 svart kung · a6 svart bonde · d6 svart bonde · h6 svart bonde · d5 svart springare · e5 svart drottning · a4 vit bonde · b4 svart springare · e4 vit springare · h4 vit drottning · g3 vit torn · h3 vit bonde · b2 svart bonde · f2 vit bonde · g2 vit bonde · h2 vit kung · b1 vit löpare · e1 vit torn | a8 svart torn · c8 svart löpare · f8 svart löpare · h8 svart kung · a6 svart bonde · d6 svart bonde · h6 svart bonde · d5 svart springare · e5 svart drottning · a4 vit bonde · b4 svart springare · e4 vit springare · h4 vit drottning · g3 vit torn · h3 vit bonde · b2 svart bonde · f2 vit bonde · g2 vit bonde · h2 vit kung · b1 vit löpare · e1 vit torn | a8 svart torn · c8 svart löpare · f8 svart löpare · h8 svart kung · a6 svart bonde · d6 svart bonde · h6 svart bonde · d5 svart springare · e5 svart drottning · a4 vit bonde · b4 svart springare · e4 vit springare · h4 vit drottning · g3 vit torn · h3 vit bonde · b2 svart bonde · f2 vit bonde · g2 vit bonde · h2 vit kung · b1 vit löpare · e1 vit torn | a8 svart torn · c8 svart löpare · f8 svart löpare · h8 svart kung · a6 svart bonde · d6 svart bonde · h6 svart bonde · d5 svart springare · e5 svart drottning · a4 vit bonde · b4 svart springare · e4 vit springare · h4 vit drottning · g3 vit torn · h3 vit bonde · b2 svart bonde · f2 vit bonde · g2 vit bonde · h2 vit kung · b1 vit löpare · e1 vit torn | a8 svart torn · c8 svart löpare · f8 svart löpare · h8 svart kung · a6 svart bonde · d6 svart bonde · h6 svart bonde · d5 svart springare · e5 svart drottning · a4 vit bonde · b4 svart springare · e4 vit springare · h4 vit drottning · g3 vit torn · h3 vit bonde · b2 svart bonde · f2 vit bonde · g2 vit bonde · h2 vit kung · b1 vit löpare · e1 vit torn | 6 |
| 5 | a8 svart torn · c8 svart löpare · f8 svart löpare · h8 svart kung · a6 svart bonde · d6 svart bonde · h6 svart bonde · d5 svart springare · e5 svart drottning · a4 vit bonde · b4 svart springare · e4 vit springare · h4 vit drottning · g3 vit torn · h3 vit bonde · b2 svart bonde · f2 vit bonde · g2 vit bonde · h2 vit kung · b1 vit löpare · e1 vit torn | a8 svart torn · c8 svart löpare · f8 svart löpare · h8 svart kung · a6 svart bonde · d6 svart bonde · h6 svart bonde · d5 svart springare · e5 svart drottning · a4 vit bonde · b4 svart springare · e4 vit springare · h4 vit drottning · g3 vit torn · h3 vit bonde · b2 svart bonde · f2 vit bonde · g2 vit bonde · h2 vit kung · b1 vit löpare · e1 vit torn | a8 svart torn · c8 svart löpare · f8 svart löpare · h8 svart kung · a6 svart bonde · d6 svart bonde · h6 svart bonde · d5 svart springare · e5 svart drottning · a4 vit bonde · b4 svart springare · e4 vit springare · h4 vit drottning · g3 vit torn · h3 vit bonde · b2 svart bonde · f2 vit bonde · g2 vit bonde · h2 vit kung · b1 vit löpare · e1 vit torn | a8 svart torn · c8 svart löpare · f8 svart löpare · h8 svart kung · a6 svart bonde · d6 svart bonde · h6 svart bonde · d5 svart springare · e5 svart drottning · a4 vit bonde · b4 svart springare · e4 vit springare · h4 vit drottning · g3 vit torn · h3 vit bonde · b2 svart bonde · f2 vit bonde · g2 vit bonde · h2 vit kung · b1 vit löpare · e1 vit torn | a8 svart torn · c8 svart löpare · f8 svart löpare · h8 svart kung · a6 svart bonde · d6 svart bonde · h6 svart bonde · d5 svart springare · e5 svart drottning · a4 vit bonde · b4 svart springare · e4 vit springare · h4 vit drottning · g3 vit torn · h3 vit bonde · b2 svart bonde · f2 vit bonde · g2 vit bonde · h2 vit kung · b1 vit löpare · e1 vit torn | a8 svart torn · c8 svart löpare · f8 svart löpare · h8 svart kung · a6 svart bonde · d6 svart bonde · h6 svart bonde · d5 svart springare · e5 svart drottning · a4 vit bonde · b4 svart springare · e4 vit springare · h4 vit drottning · g3 vit torn · h3 vit bonde · b2 svart bonde · f2 vit bonde · g2 vit bonde · h2 vit kung · b1 vit löpare · e1 vit torn | a8 svart torn · c8 svart löpare · f8 svart löpare · h8 svart kung · a6 svart bonde · d6 svart bonde · h6 svart bonde · d5 svart springare · e5 svart drottning · a4 vit bonde · b4 svart springare · e4 vit springare · h4 vit drottning · g3 vit torn · h3 vit bonde · b2 svart bonde · f2 vit bonde · g2 vit bonde · h2 vit kung · b1 vit löpare · e1 vit torn | a8 svart torn · c8 svart löpare · f8 svart löpare · h8 svart kung · a6 svart bonde · d6 svart bonde · h6 svart bonde · d5 svart springare · e5 svart drottning · a4 vit bonde · b4 svart springare · e4 vit springare · h4 vit drottning · g3 vit torn · h3 vit bonde · b2 svart bonde · f2 vit bonde · g2 vit bonde · h2 vit kung · b1 vit löpare · e1 vit torn | 5 |
| 4 | a8 svart torn · c8 svart löpare · f8 svart löpare · h8 svart kung · a6 svart bonde · d6 svart bonde · h6 svart bonde · d5 svart springare · e5 svart drottning · a4 vit bonde · b4 svart springare · e4 vit springare · h4 vit drottning · g3 vit torn · h3 vit bonde · b2 svart bonde · f2 vit bonde · g2 vit bonde · h2 vit kung · b1 vit löpare · e1 vit torn | a8 svart torn · c8 svart löpare · f8 svart löpare · h8 svart kung · a6 svart bonde · d6 svart bonde · h6 svart bonde · d5 svart springare · e5 svart drottning · a4 vit bonde · b4 svart springare · e4 vit springare · h4 vit drottning · g3 vit torn · h3 vit bonde · b2 svart bonde · f2 vit bonde · g2 vit bonde · h2 vit kung · b1 vit löpare · e1 vit torn | a8 svart torn · c8 svart löpare · f8 svart löpare · h8 svart kung · a6 svart bonde · d6 svart bonde · h6 svart bonde · d5 svart springare · e5 svart drottning · a4 vit bonde · b4 svart springare · e4 vit springare · h4 vit drottning · g3 vit torn · h3 vit bonde · b2 svart bonde · f2 vit bonde · g2 vit bonde · h2 vit kung · b1 vit löpare · e1 vit torn | a8 svart torn · c8 svart löpare · f8 svart löpare · h8 svart kung · a6 svart bonde · d6 svart bonde · h6 svart bonde · d5 svart springare · e5 svart drottning · a4 vit bonde · b4 svart springare · e4 vit springare · h4 vit drottning · g3 vit torn · h3 vit bonde · b2 svart bonde · f2 vit bonde · g2 vit bonde · h2 vit kung · b1 vit löpare · e1 vit torn | a8 svart torn · c8 svart löpare · f8 svart löpare · h8 svart kung · a6 svart bonde · d6 svart bonde · h6 svart bonde · d5 svart springare · e5 svart drottning · a4 vit bonde · b4 svart springare · e4 vit springare · h4 vit drottning · g3 vit torn · h3 vit bonde · b2 svart bonde · f2 vit bonde · g2 vit bonde · h2 vit kung · b1 vit löpare · e1 vit torn | a8 svart torn · c8 svart löpare · f8 svart löpare · h8 svart kung · a6 svart bonde · d6 svart bonde · h6 svart bonde · d5 svart springare · e5 svart drottning · a4 vit bonde · b4 svart springare · e4 vit springare · h4 vit drottning · g3 vit torn · h3 vit bonde · b2 svart bonde · f2 vit bonde · g2 vit bonde · h2 vit kung · b1 vit löpare · e1 vit torn | a8 svart torn · c8 svart löpare · f8 svart löpare · h8 svart kung · a6 svart bonde · d6 svart bonde · h6 svart bonde · d5 svart springare · e5 svart drottning · a4 vit bonde · b4 svart springare · e4 vit springare · h4 vit drottning · g3 vit torn · h3 vit bonde · b2 svart bonde · f2 vit bonde · g2 vit bonde · h2 vit kung · b1 vit löpare · e1 vit torn | a8 svart torn · c8 svart löpare · f8 svart löpare · h8 svart kung · a6 svart bonde · d6 svart bonde · h6 svart bonde · d5 svart springare · e5 svart drottning · a4 vit bonde · b4 svart springare · e4 vit springare · h4 vit drottning · g3 vit torn · h3 vit bonde · b2 svart bonde · f2 vit bonde · g2 vit bonde · h2 vit kung · b1 vit löpare · e1 vit torn | 4 |
| 3 | a8 svart torn · c8 svart löpare · f8 svart löpare · h8 svart kung · a6 svart bonde · d6 svart bonde · h6 svart bonde · d5 svart springare · e5 svart drottning · a4 vit bonde · b4 svart springare · e4 vit springare · h4 vit drottning · g3 vit torn · h3 vit bonde · b2 svart bonde · f2 vit bonde · g2 vit bonde · h2 vit kung · b1 vit löpare · e1 vit torn | a8 svart torn · c8 svart löpare · f8 svart löpare · h8 svart kung · a6 svart bonde · d6 svart bonde · h6 svart bonde · d5 svart springare · e5 svart drottning · a4 vit bonde · b4 svart springare · e4 vit springare · h4 vit drottning · g3 vit torn · h3 vit bonde · b2 svart bonde · f2 vit bonde · g2 vit bonde · h2 vit kung · b1 vit löpare · e1 vit torn | a8 svart torn · c8 svart löpare · f8 svart löpare · h8 svart kung · a6 svart bonde · d6 svart bonde · h6 svart bonde · d5 svart springare · e5 svart drottning · a4 vit bonde · b4 svart springare · e4 vit springare · h4 vit drottning · g3 vit torn · h3 vit bonde · b2 svart bonde · f2 vit bonde · g2 vit bonde · h2 vit kung · b1 vit löpare · e1 vit torn | a8 svart torn · c8 svart löpare · f8 svart löpare · h8 svart kung · a6 svart bonde · d6 svart bonde · h6 svart bonde · d5 svart springare · e5 svart drottning · a4 vit bonde · b4 svart springare · e4 vit springare · h4 vit drottning · g3 vit torn · h3 vit bonde · b2 svart bonde · f2 vit bonde · g2 vit bonde · h2 vit kung · b1 vit löpare · e1 vit torn | a8 svart torn · c8 svart löpare · f8 svart löpare · h8 svart kung · a6 svart bonde · d6 svart bonde · h6 svart bonde · d5 svart springare · e5 svart drottning · a4 vit bonde · b4 svart springare · e4 vit springare · h4 vit drottning · g3 vit torn · h3 vit bonde · b2 svart bonde · f2 vit bonde · g2 vit bonde · h2 vit kung · b1 vit löpare · e1 vit torn | a8 svart torn · c8 svart löpare · f8 svart löpare · h8 svart kung · a6 svart bonde · d6 svart bonde · h6 svart bonde · d5 svart springare · e5 svart drottning · a4 vit bonde · b4 svart springare · e4 vit springare · h4 vit drottning · g3 vit torn · h3 vit bonde · b2 svart bonde · f2 vit bonde · g2 vit bonde · h2 vit kung · b1 vit löpare · e1 vit torn | a8 svart torn · c8 svart löpare · f8 svart löpare · h8 svart kung · a6 svart bonde · d6 svart bonde · h6 svart bonde · d5 svart springare · e5 svart drottning · a4 vit bonde · b4 svart springare · e4 vit springare · h4 vit drottning · g3 vit torn · h3 vit bonde · b2 svart bonde · f2 vit bonde · g2 vit bonde · h2 vit kung · b1 vit löpare · e1 vit torn | a8 svart torn · c8 svart löpare · f8 svart löpare · h8 svart kung · a6 svart bonde · d6 svart bonde · h6 svart bonde · d5 svart springare · e5 svart drottning · a4 vit bonde · b4 svart springare · e4 vit springare · h4 vit drottning · g3 vit torn · h3 vit bonde · b2 svart bonde · f2 vit bonde · g2 vit bonde · h2 vit kung · b1 vit löpare · e1 vit torn | 3 |
| 2 | a8 svart torn · c8 svart löpare · f8 svart löpare · h8 svart kung · a6 svart bonde · d6 svart bonde · h6 svart bonde · d5 svart springare · e5 svart drottning · a4 vit bonde · b4 svart springare · e4 vit springare · h4 vit drottning · g3 vit torn · h3 vit bonde · b2 svart bonde · f2 vit bonde · g2 vit bonde · h2 vit kung · b1 vit löpare · e1 vit torn | a8 svart torn · c8 svart löpare · f8 svart löpare · h8 svart kung · a6 svart bonde · d6 svart bonde · h6 svart bonde · d5 svart springare · e5 svart drottning · a4 vit bonde · b4 svart springare · e4 vit springare · h4 vit drottning · g3 vit torn · h3 vit bonde · b2 svart bonde · f2 vit bonde · g2 vit bonde · h2 vit kung · b1 vit löpare · e1 vit torn | a8 svart torn · c8 svart löpare · f8 svart löpare · h8 svart kung · a6 svart bonde · d6 svart bonde · h6 svart bonde · d5 svart springare · e5 svart drottning · a4 vit bonde · b4 svart springare · e4 vit springare · h4 vit drottning · g3 vit torn · h3 vit bonde · b2 svart bonde · f2 vit bonde · g2 vit bonde · h2 vit kung · b1 vit löpare · e1 vit torn | a8 svart torn · c8 svart löpare · f8 svart löpare · h8 svart kung · a6 svart bonde · d6 svart bonde · h6 svart bonde · d5 svart springare · e5 svart drottning · a4 vit bonde · b4 svart springare · e4 vit springare · h4 vit drottning · g3 vit torn · h3 vit bonde · b2 svart bonde · f2 vit bonde · g2 vit bonde · h2 vit kung · b1 vit löpare · e1 vit torn | a8 svart torn · c8 svart löpare · f8 svart löpare · h8 svart kung · a6 svart bonde · d6 svart bonde · h6 svart bonde · d5 svart springare · e5 svart drottning · a4 vit bonde · b4 svart springare · e4 vit springare · h4 vit drottning · g3 vit torn · h3 vit bonde · b2 svart bonde · f2 vit bonde · g2 vit bonde · h2 vit kung · b1 vit löpare · e1 vit torn | a8 svart torn · c8 svart löpare · f8 svart löpare · h8 svart kung · a6 svart bonde · d6 svart bonde · h6 svart bonde · d5 svart springare · e5 svart drottning · a4 vit bonde · b4 svart springare · e4 vit springare · h4 vit drottning · g3 vit torn · h3 vit bonde · b2 svart bonde · f2 vit bonde · g2 vit bonde · h2 vit kung · b1 vit löpare · e1 vit torn | a8 svart torn · c8 svart löpare · f8 svart löpare · h8 svart kung · a6 svart bonde · d6 svart bonde · h6 svart bonde · d5 svart springare · e5 svart drottning · a4 vit bonde · b4 svart springare · e4 vit springare · h4 vit drottning · g3 vit torn · h3 vit bonde · b2 svart bonde · f2 vit bonde · g2 vit bonde · h2 vit kung · b1 vit löpare · e1 vit torn | a8 svart torn · c8 svart löpare · f8 svart löpare · h8 svart kung · a6 svart bonde · d6 svart bonde · h6 svart bonde · d5 svart springare · e5 svart drottning · a4 vit bonde · b4 svart springare · e4 vit springare · h4 vit drottning · g3 vit torn · h3 vit bonde · b2 svart bonde · f2 vit bonde · g2 vit bonde · h2 vit kung · b1 vit löpare · e1 vit torn | 2 |
| 1 | a8 svart torn · c8 svart löpare · f8 svart löpare · h8 svart kung · a6 svart bonde · d6 svart bonde · h6 svart bonde · d5 svart springare · e5 svart drottning · a4 vit bonde · b4 svart springare · e4 vit springare · h4 vit drottning · g3 vit torn · h3 vit bonde · b2 svart bonde · f2 vit bonde · g2 vit bonde · h2 vit kung · b1 vit löpare · e1 vit torn | a8 svart torn · c8 svart löpare · f8 svart löpare · h8 svart kung · a6 svart bonde · d6 svart bonde · h6 svart bonde · d5 svart springare · e5 svart drottning · a4 vit bonde · b4 svart springare · e4 vit springare · h4 vit drottning · g3 vit torn · h3 vit bonde · b2 svart bonde · f2 vit bonde · g2 vit bonde · h2 vit kung · b1 vit löpare · e1 vit torn | a8 svart torn · c8 svart löpare · f8 svart löpare · h8 svart kung · a6 svart bonde · d6 svart bonde · h6 svart bonde · d5 svart springare · e5 svart drottning · a4 vit bonde · b4 svart springare · e4 vit springare · h4 vit drottning · g3 vit torn · h3 vit bonde · b2 svart bonde · f2 vit bonde · g2 vit bonde · h2 vit kung · b1 vit löpare · e1 vit torn | a8 svart torn · c8 svart löpare · f8 svart löpare · h8 svart kung · a6 svart bonde · d6 svart bonde · h6 svart bonde · d5 svart springare · e5 svart drottning · a4 vit bonde · b4 svart springare · e4 vit springare · h4 vit drottning · g3 vit torn · h3 vit bonde · b2 svart bonde · f2 vit bonde · g2 vit bonde · h2 vit kung · b1 vit löpare · e1 vit torn | a8 svart torn · c8 svart löpare · f8 svart löpare · h8 svart kung · a6 svart bonde · d6 svart bonde · h6 svart bonde · d5 svart springare · e5 svart drottning · a4 vit bonde · b4 svart springare · e4 vit springare · h4 vit drottning · g3 vit torn · h3 vit bonde · b2 svart bonde · f2 vit bonde · g2 vit bonde · h2 vit kung · b1 vit löpare · e1 vit torn | a8 svart torn · c8 svart löpare · f8 svart löpare · h8 svart kung · a6 svart bonde · d6 svart bonde · h6 svart bonde · d5 svart springare · e5 svart drottning · a4 vit bonde · b4 svart springare · e4 vit springare · h4 vit drottning · g3 vit torn · h3 vit bonde · b2 svart bonde · f2 vit bonde · g2 vit bonde · h2 vit kung · b1 vit löpare · e1 vit torn | a8 svart torn · c8 svart löpare · f8 svart löpare · h8 svart kung · a6 svart bonde · d6 svart bonde · h6 svart bonde · d5 svart springare · e5 svart drottning · a4 vit bonde · b4 svart springare · e4 vit springare · h4 vit drottning · g3 vit torn · h3 vit bonde · b2 svart bonde · f2 vit bonde · g2 vit bonde · h2 vit kung · b1 vit löpare · e1 vit torn | a8 svart torn · c8 svart löpare · f8 svart löpare · h8 svart kung · a6 svart bonde · d6 svart bonde · h6 svart bonde · d5 svart springare · e5 svart drottning · a4 vit bonde · b4 svart springare · e4 vit springare · h4 vit drottning · g3 vit torn · h3 vit bonde · b2 svart bonde · f2 vit bonde · g2 vit bonde · h2 vit kung · b1 vit löpare · e1 vit torn | 1 |
|   | a | b | c | d | e | f | g | h |   |

I de flesta partierna där Kasparov var vit blev öppningen spanskt parti. I de partier där Karpov var vit blev det oftast kungsindiskt försvar.
Efter de första tolv partierna i New York var ställningen lika. I den andra halvan i Lyon tog Kasparov ledningen två gånger. I det tjugonde partiet, som är det mest kända från matchen, gick han upp i en tvåpoängsledning efter ett kraftfullt angreppsparti.
I diagramställningen har Kasparov som vit offrat en löpare men sedan vunnit tillbaka en kvalitet. Han har nu alltså ett torn mot löpare och springare men ett kraftigt angrepp mot svarts kung.
Partiet fortsatte 32.Sg5 Df6 (32…Dxe1 gick inte på grund av 33.Sf7#) 33.Te8! Lf5 34.Dxh6+! Dxh6 35.Sf7+ Kh7 36.Lxf5+ Dg6 37.Lxg6+ Kg7 38.Txa8. När krutröken har lagt sig har vit torn och kvalitet mer och en lätt vunnen ställning. Båda spelarna var i tidsnöd så Karpov hoppades på att b2-bonden skulle kunna gå i dam, och spelade på fram till tidskontrollen. Partiet slutade 38…Le7 39.Tb8 a5 40.Le4+ Kxf7 41.Lxd5+ uppgivet.
Kampen om titeln var avgjord efter 22 partier eftersom Kasparov skulle behålla den vid ett oavgjort resultat. De två sista partierna spelades bara för att bestämma fördelningen av prissumman på 13,5 miljoner kronor. Om Karpov hade nått 12–12 så hade han fått hälften av den, nu fick han nöja sig med tre åttondelar.